# Connarus latifolius
Connarus latifolius là một loài thực vật có hoa trong họ Connaraceae. Loài này được Wall. ex Planch. mô tả khoa học đầu tiên năm 1850.